# ايطالي (نيويورك)
إيطالي (نيويورك) (بالإنجليزية: Italy, New York)‏ هي بلدة أمريكية تقع في الولايات المتحدة في مقاطعة ياتس، نيويورك. يقدر عدد سكانها بـ 1,141 نسمة ومساحتها 104.3 كم2 وترتفع عن سطح البحر 583 متر.